# San Pedro de la Cueva
San Pedro de la Cueva är en kommun i Mexiko.   Den ligger i delstaten Sonora, i den nordvästra delen av landet, 1 500 km nordväst om huvudstaden Mexico City. Antalet invånare är 1 056.
Följande samhällen finns i San Pedro de la Cueva:
- San Pedro de La Cueva